# Laeviomeliola psidii
Laeviomeliola psidii är en svampart som beskrevs av Bat. 1960. Laeviomeliola psidii ingår i släktet Laeviomeliola och familjen Meliolaceae.   Inga underarter finns listade i Catalogue of Life.